# 細點磯塘鱧
細點磯塘鱧（学名：Eviota albolineata）为辐鳍鱼纲虾虎鱼目鰕虎科磯塘鱧屬下的一个种，该物种分布于太平洋海域，栖息深度为0米至3米，体长可达3.6公分。